# Халед аль-Масри
Халид эль-Масри, Халед эль-Масри, Халед Масри (нем. Khalid El-Masri, Khaled El-Masri, Khaled Masri, араб. خالد المصري‎; род. 29 июня 1963, Кувейт) — гражданин Германии и Ливана арабского происхождения, который по ложным подозрениям был похищен полицией Македонии в 2003 году, а позже передан ею в руки агентов ЦРУ и вывезен в секретную тюрьму в Афганистане, где содержался несколько месяцев и, как подтвердило расследование Европейского суда по правам человека (ЕСПЧ), был подвергнут пыткам. После того, как эль-Масри провёл голодовку и был посажен на четыре месяца в тюрьму «Солевая яма», ЦРУ, наконец, признало, что его арест и пытки были ошибкой и освободили его. Считается, что он входит в число примерно 3 000 заключённых, которых ЦРУ похитило в 2001—2005 годах.
В мае 2004 года посол США в Германии Дэн Коатс убедил министра внутренних дел Германии Отто Шили не выдвигать обвинения или не раскрывать программу. Эль-Масри подал иск против ЦРУ за его арест, экстрадицию и пытки. В 2006 году иск эль-Масри против Джорджа Тенета, в котором он был представлен Американским союзом защиты гражданских свобод (ACLU), был отклонён Окружным судом США Восточного округа Вирджинии на основании заявления правительства США о государственной тайне. ACLU сказал, что администрация Буша попыталась защитить свои злоупотребления, воспользовавшись этой привилегией. Дело также было отклонено Апелляционным судом четвёртого округа, а в декабре 2007 года Верховный суд США отказал в рассмотрении дела.
13 декабря 2012 года эль-Масри выиграл дело по статье 34 Европейской конвенции о защите прав человека и основных свобод в ЕСПЧ в Страсбурге. Суд постановил, что он подвергался пыткам во время содержания под стражей агентами ЦРУ и постановил, что Македония несёт ответственность за злоупотребления во время пребывания эль-Масри в стране и после сознательной передачи его ЦРУ. ЕСПЧ присудил ему компенсацию. Это означало, что деятельность ЦРУ в отношении задержанных была официально признана пыткой. ЕСПЧ осудил страны за сотрудничество с Соединёнными Штатами в этих секретных программах.

## Биография
Эль-Масри родился в Кувейте в семье ливанцев и вырос в Ливане.
Он иммигрировал в Германию в 1980-х годах во время гражданской войны в Ливане, где он подал заявку на политическое убежище, основываясь на своём членстве в Движении исламского единства. Ему было предоставлено убежище. В 1994 году эль-Масри получил немецкое гражданство в результате предыдущего брака с немецкой женщиной, с которой он позже развёлся. В 1996 году в Ульме эль-Масри женился на ливанской женщине. У них пять общих детей.

## Похищение ЦРУ в Македонии
В конце 2003 года эль-Масри отправился из своего дома в Ульм, чтобы отправиться в короткий отпуск в Скопье. Он был задержан македонскими пограничниками 31 декабря 2003 года, потому что его имя было идентичным (за исключением разновидностей римской транслитерации) по отношению к Халиду аль-Масри, которого искали в качестве предполагаемого наставника в гамбургской ячейки Аль-Каиды, и из-за подозрения, что немецкий паспорт эль-Масри был подделкой. Его держали в мотеле в Македонии более трёх недель и расспрашивали о его действиях, его сообщниках и мечети, которую он посещал в Ульме.
Македонские власти связались с местным отделением ЦРУ, которая, в свою очередь, связалась со штаб-квартирой агентства в Лэнгли, Виргиния. Согласно статье от 4 декабря 2005 года в «The Washington Post», агенты ЦРУ обсудили вопрос о том, должны ли они экстрадировать эль-Масри из Македонии. Решение об этом было принято руководителем подразделения Контртеррористического центра ЦРУ, Альфредом Фрэнсисом Биковски, на основе «догадок» о том, что эль-Масри был вовлечён в терроризм, так как его имя было похоже на подозреваемого террориста Халида аль-Масри.
23 января 2004 года, когда македонские официальные лица освободили эль-Масри, американские сотрудники службы безопасности немедленно взяли его под стражу и задержали. Они избили его и усмирили для перевозки с помощью ректального суппозитория. Он был одет в подгузник и комбинезон, полностью обездвижен во время перевозки в Багдад, а затем немедленно в «Соляную яму», секретная тюрьма или тайный центр допросов ЦРУ в Афганистане. В ней также находились заключённые ЦРУ из Пакистана, Танзании, Йемена и Саудовской Аравии.

## «Соляная яма» в Афганистане
В 2006 году эль-Масри в интервью «Los Angeles Times» рассказал, что после того как ЦРУ перевезло его в Афганистан, его избивали и неоднократно допрашивали. Он также сказал, что охранники насильно ввели некий объект в его анус. Его держали в одиночной, грязной камере, давали скудные пайки и гнилую воду.
Согласно докладу генерального инспектора ЦРУ, немецкий паспорт эль-Масри не проверялся на предмет достоверности до трёх месяцев его задержания. После проверки Управление технических служб ЦРУ быстро заключило, что он является подлинным и что его дальнейшее содержание под стражей будет необоснованным. После обсуждения того, что делать с эль-Масри, ЦРУ тайно перевезло его обратно в Македонию и отпустило, не сообщив немецким властям, и отрицая любые претензии, которые он сделал.
В марте 2004 года эль-Масри принял участие в голодовке, требуя, чтобы его похитители обеспечили ему правовые гарантии либо наблюдали, как он умирает. После 27 дней без еды он добился встречи с руководителем тюрьмы и офицером ЦРУ, известным как «Босс». Они признали, что он не должен сидеть в тюрьме, но отказались освободить его. Эль-Масри продолжал голодовку ещё 10 дней, пока его не накормили и не оказали медицинскую помощь. Он потерял более 60 фунтов (27 кг.) с момента его похищения в Скопье.
Сидя в тюрьме в Афганистане, эль-Масри подружился с несколькими другими задержанными. Мужчины запомнили номера телефонов друг друга, чтобы, если кто-то будет выпущен, он мог связаться с семьями других. В 2006 году из «Соляной ямы» был освобождён алжирец Лаид Саиди, который дал интервью «The New York Times». Его описание похищения и задержания близко соответствовало рассказам эль-Масри.
Эль-Масри сообщил, что Маджид Хан, характеризуемый администрацией Буша как высокопоставленный заключённый, сидел в «Соляной яме» в то же время, что и он.

## Освобождение
В апреле 2004 года директор ЦРУ Джордж Тенет рассказал своим сотрудникам, что эль-Масри был задержан незаконно. Советник по национальной безопасности Кондолиза Райс узнала о задержании гражданина Германии в начале мая и распорядилась о его освобождении. В мае 2004 года, незадолго до освобождения эль-Масри, посол США в Германии впервые проинформировал правительство о его задержании. Посол попросил министра внутренних дел Отто Шили не разглашать эти события, поскольку США опасались «разоблачения скрытой программы действий, призванной захватить подозреваемых в терроризме за границей и передать их между странами, а также возможных юридических проблем для ЦРУ от мистера Масри и от других подобных заявлений». Эль-Масри был выпущен 28 мая 2004 года после второго приказа от Райс.
ЦРУ вывезло эль-Масри из Афганистана и выпустил его ночью на пустынной дороге в Албании без извинений и средств, чтобы вернуться домой. Позже он сказал, что думал, что его освобождение было уловкой, чтобы убить его при попытке бегства. Он был задержан албанскими военными, которые посчитали его террористом из-за его измождённого и неопрятного внешнего вида. Он был возвращён в Германию. Ему потребовалось время для воссоединения с женой. Долго не получая от него никакой информации, она решила, что он её бросил, и вернулась с детьми в свою семью в Ливане.
В 2005 году немецкий прокурор начал помогать эль-Масри в проверке его дела. Используя изотопный анализ, учёные из Баварского архива геологии в Мюнхене проанализировали его волосы. Они подтвердили, что он недоедал во время исчезновения.

## Хронология событий
- 9 января 2005 года журналисты «The New York Times» Дон ван Натта и Суад Мехеннет опубликовали рассказ о деле эль-Масри после нескольких месяцев исследований[23].
- Ван Натта и Мехеннет также работали над последующими статьями об участии властей Германии и Македонии. Мехеннет ездила в Алжир и другие страны, и взяла интервью у заключённых, которые сидели с эль-Масри[24].
- В статье «Reuters» от 9 ноября 2005 года рассказывается, что прокурор Германии расследует похищение эль-Масри «неизвестными людьми», а адвокат Манфред Гнидик отправляется в США для подачи гражданского компенсационного иска. Он отметил, что власти США не подтвердили и не отрицали историю эль-Масри[25].
- Согласно статье от 4 декабря 2005 года в «The Washington Post», Генеральный инспектор ЦРУ расследовал ряд «ошибочных экстрадиций», в том числе эль-Масри[2]. В статье упоминалась журналист Дана Прист, которая опубликовала рассказ о тайных центрах допроса, известных как «чёрные места».
- 5 декабря 2005 года канцлер Германии Ангела Меркель сказала, что Соединённые Штаты признали, что эль-Масри был задержан по ошибке[26].
- 6 декабря 2005 года Американский союз гражданских свобод (ACLU) помог эль-Масри подать иск в США против бывшего директора ЦРУ Джорджа Тенета и владельцев частных самолётов, переданных в аренду правительству США, которые ЦРУ использовало для его перевозки[27]. Эль-Масри должен был участвовать в видеосвязи, потому что американские власти отказали ему в въезде, когда его самолёт приземлился в США. Некоторые сообщения в прессе приписывали американцам запрет на въезд из-за его имени, оставшегося в списке наблюдений, из-за схожести с Халидом аль-Масри. Его адвокату, Манфреду Гнидику, также был запрещён въезд в США[27].
- 17 декабря 2005 года журнал «Front» сообщил, что член немецкого разведывательного управления тайно передал копию досье эль-Масри в ЦРУ в апреле 2004 года[28].
- В декабре 2005 года эль-Масри опубликовал первую информацию о своём опыте в «Los Angeles Times»[29].
- Журнал «Time» сообщил 2 марта 2006 года, что эль-Масри, возможно, был лидером радикальной ливанской исламистской группы суннитов, идеологически связанной с мусульманским братством под названием «Эль-Таухид» в начале 1980-х годов, которая воевала с алавитами в Триполи во время гражданской войны в Ливане[13]. Описание группы соответствует движению Исламского единства, также известного как просто «Таухид»[30][31][32]. В немецких заявлениях утверждается, что эль-Масри сообщал о том, что он был членом «Эль-Таухид», когда обращался с просьбой получения статуса беженца в 1985 году[33][34].
- 18 мая 2006 года судья Федерального округа США Ти-Эс Эллис III отклонил иск эль-Масри, поданный против ЦРУ, и трёх частных компаний, предположительно связанных с его перевозкой, исходя из позиции правительства о том, что это «грозит серьёзным риском ущерба национальной безопасности»[35] (эта правовая доктрина известна как привилегия государственной тайны. Эллис сказал, что если утверждения эль-Масри были правдой, он заслужил компенсацию от правительства США[36]).
- 1 июня 2006 года Федеральная разведывательная служба Германии объявила, что они знали о задержании эль-Масри за 16 месяцев до того, как в мае 2004 года правительство Германии было официально проинформировано о его ошибочном аресте. Германия ранее утверждала, что они не знали о похищении эль-Масри до его возвращения в страну в мае 2004 года[37].
- 26 июля 2006 года ACLU объявил, что «будет обжаловать недавнее отклонение судебного процесса, возбуждённого Халедом эль-Масри против правительства США»[38]. Адвокат ACLU, Бен Уизнер, сказал: «Если это решение будет принято, у правительства будет карт-бланш, чтобы защищать даже самые постыдные поступки от ответственности»[38].
- В сентябре 2006 года в программе немецкого общественного телевидения были указаны имена пилотов перевозивших эль-Масри — Эрик Роберт Хьюм (псевдоним Эрик Мэтью Фейн), Джеймс Ковалески и Гарри Кирк Эларби[39].
- 4 октября 2006 года «The Washington Post» сообщил, что мюнхенские прокуроры жалуются на отсутствие сотрудничества со стороны властей США, что препятствует их расследованию похищения эль-Масри[40]. В этой статье сообщалось, что мюнхенские прокуроры имеют список имён и псевдонимов 20 оперативников ЦРУ, которые, по их мнению, сыграли свою роль в похищении.
- 31 января 2007 года мюнхенский прокурор Кристиан Шмидт-Зоммерфельд объявил о выдаче ордеров на 13 человек за предполагаемую причастность к похищению эль-Масри[41].
- Согласно документу Wikileaks, 6 февраля 2007 года официальные лица США предупредили правительство Германии не выдавать международные ордера, заявив, что такие действия могут негативно повлиять на отношения между двумя странами[42].
- 21 февраля 2007 года правительство Германии решило передать ордера Интерполу[43].
- 2 марта 2007 года Апелляционный суд четвёртого округа США подтвердил отклонение иска эль-Масри против Тенета[44].
- 30 апреля 2007 года Конституционный суд Германии постановил неконституционным прослушивание телефонов адвоката эль-Масри в офисе министерства в Мюнхене. Министерство запросило прослушивание, заявив, что они ожидали, что ЦРУ свяжется с адвокатом «чтобы найти решение по делу»[45].
- В июне 2007 года ACLU подал ходатайство в Верховный суд США об истребовании дела эль-Масри[46].
- 12 июля 2007 года Европейский парламент издал «Отчёт о прогрессе в отношении бывшей югославской Республики Македонии за 2006 год», в котором власти Македонии были призваны сотрудничать в расследовании похищения[47].
- В июле 2007 года ЦРУ подготовило внутренний отчёт, в котором анализируется обращение ЦРУ с эль-Масри, в котором говорится, что «все опрошенные адвокаты агентства согласились с тем, что ситуация с Масри не соответствовала правовому стандарту экстрадиции и задержания, в соответствии с которым подозреваемый считался угрозой»[48].
- В сентябре 2007 года правительство Германии приняло решение не запрашивать у США официально выдачу персонала ЦРУ, связанного с похищением эль-Масри, поскольку неофициальная просьба была отклонена[49].
- 5 сентября 2007 года «Проект конституции» подал amicus curiae, юридическое резюме в поддержку ходатайства эль-Масри об истребовании дела[50].
- 9 октября 2007 года ходатайство ACLU было отклонено по итогам слушания Верховного суда США без комментариев[51][52].
- 10 июня 2008 года юристы по гражданским правам Германии и США, представляющие эль-Масри, подали новый гражданский иск, пытаясь заставить правительство Германии пересмотреть просьбы о выдаче, опубликованные им в январе 2007 года[53].
- В мае 2009 года прокуроры при Национальном суде Испании попросили ордер на арест для 13 агентов ЦРУ, участвующих в похищении людей[54].
- 4 марта 2010 года в письменном заявлении бывший министр внутренних дел Македонии Хари Костов подтвердил, что эль-Масри был арестован македонскими органами безопасности и содержался в Скопье без контакта с внешним миром под наблюдением разведывательных чиновников, а позднее был передан ЦРУ[7][55].
- В мае 2012 года Европейский суд по правам человека (ЕСПЧ) провёл слушание по делу эль-Масри против бывшей югославской Республики Македонии (заявка № 39630/09), в котором он подал жалобу на страдания из-за обращения македонских правоохранителей, а также за передачу ЦРУ[56].
- 13 декабря 2012 года Большая палата ЕСПЧ постановила, что мнение на счёт эль-Масри было создано вне разумных сомнений и что «Македония несёт ответственность за свои пытки и жестокое обращение как в стране, так и после передачи его властям США»[57]. ЕСПЧ присудил ему компенсацию в размере 60 000 евро[57].
- В июне 2016 года обновлённая версия внутреннего отчёта ЦРУ за июль 2007 года была получена ACLU.

## Другие юридические проблемы
17 мая 2007 года эль-Масри был арестован по подозрению в поджоге. По словам «Die Welt Online», проблема возникла из-за спора об iPod, который эль-Масри купил в магазине «Metro AG» ещё в апреле в баварском городе Ной-Ульм. Он утверждал, что iPod стал неисправен всего через несколько часов после покупки. Когда он попытался вернуть его, магазин отказался, и ситуация переросла в скандал. Эль-Масри плюнул в лицо работнику-женщине и был выгнан из магазина. 17 мая 2007 года эль-Масри пнул дверь магазина и, использовав бензин, поджёг его. Пожар причинил ущерб почти на 90 000 евро. Никто не пострадал. Эль-Масри был арестован возле места преступления. После ареста судья приказал, чтобы он содержался в психиатрической больнице. 18 мая адвокат эль-Масри, Манфред Гнидик, признал, что его клиент действительно поджёг магазин, но сослался на то, что правительство Германии не предоставило ему достаточной терапии после его возвращения из Афганистана. Он действительно просил расширенную терапию для своего клиента незадолго до инцидента, поскольку эль-Масри заявил, что чувствует угрозу, и полагал, что его преследуют машины и незнакомые люди. Он заявил, что акт поджога был исполнен по импульсу и не мог привести к более крупному огню. Хотя суды признали, что эль-Масри никогда не нарушал закон до его похищения ЦРУ, и постановили, что он был травмирован, они также заявили, что это не оправдывает теперешние акты насилия. Он получил условное наказание.
Обвинители в поджоге также заявили, что эль-Масри предъявили обвинения в якобы нападении на инструктора по вождению грузовика. Они сказали, что эль-Масри вышел из себя после того, как инструктор подверг критике его за то, что тот не смог посещать его уроки.
11 сентября 2009 года эль-Масри был арестован после нападения на Герольда Нойренберга, мэра Ной-Ульма. Незадолго до нападения эль-Масри попытался встретиться с мэром, но ему не удалось войти в кабинет и его отправили в полицию. Затем он взял с собой троих из шести своих детей, штурмовал офис, несколько раз ударил Нойренберга в лицо и бросил в него стул. Он был арестован в Зендене через два часа после нападения. Он признался в нападении, но умолчал о мотивах. В письме из своей камеры, он жаловался на растущее лицензирование публичных домов в городе, один из которых, по его словам, осквернил мусульманскую молитвенную комнату. Он был приговорён к двум годам тюремного заключения 30 марта 2010 года. Его адвокат, Манфред Гнидик, объяснил, что эль-Масри считал, что его преследуют секретные службы, пытаясь сломить или нанять его, и он намеревался подать апелляцию.

## Европейский суд по правам человека
Эль-Масри подал жалобу против правительства Македонии с просьбой о возмещении ущерба за его «страдания, мучения и психические расстройства» из-за ошибочного ареста, пыток и жестокого обращения после передачи ЦРУ.
13 декабря 2012 года Большая палата ЕСПЧ вынесла постановление, что мнение на счёт эль-Масри было создано вне разумных сомнений и что «Македония несёт ответственность за свои пытки и жестокое обращение как в стране, так и после передачи его властям США в контексте внесудебного исполнения». ЕСПЧ присудил ему компенсацию в размере 60 000 евро. Суд назвал насильственным исчезновением похищение эль-Масри, содержание под стражей, пытки в Македонии и последующую передачу в Афганистан. Суд заявил, что утверждения эль-Масри были поддержаны предыдущими расследованиями в журналах полётов, а также судебными доказательствами о его физическом состоянии.
Это был первый случай, когда суд принял сторону эль-Масри с момента его освобождения. В заявлении перед Большой палатой Институт «Открытое общество» призвал Соединённые Штаты извиниться перед эль-Масри. Джеймс Голдстон, исполнительный директор Правовой инициативы «Открытое общество», сказал:
«Для мистера эль-Масри самое важное, на что он надеялся, — это заставить Европейский суд официально признать, что он сделал, и сказать, что то, что он утверждал, на самом деле верно, и это на самом деле является нарушением закона. … Это экстраординарное постановление». Оригинальный текст (англ.)For Mr. El-Masri, the most important thing that he was hoping for was to have the European court officially acknowledge what he did and say that what he's been claiming is in fact true and it was in fact a breach of the law. ... It's an extraordinary ruling.
Голдстон также сказал, что решение суда было «всеобъемлющим осуждением худших аспектов тактики войны с террором после 11 сентября 2001 года, которые использовались ЦРУ и правительствами, сотрудничавшими с ним».

## В культуре
По мотивам истории с эль-Масри в 2007 году был снят художественный фильм «Версия».